# Foulayronnes
Foulayronnes är en kommun i departementet Lot-et-Garonne i regionen Nouvelle-Aquitaine i sydvästra Frankrike. Kommunen ligger i kantonen Agen-Nord som tillhör arrondissementet Agen. År 2022 hade Foulayronnes 5 480 invånare.

## Befolkningsutveckling
Antalet invånare i kommunen Foulayronnes
| Referens: INSEE |